# Deli Ágnes
Deli Ágnes (Mohács, 1963. december 14.–) magyar szobrász. Férje, Gaál Endre szobrász.

## Életpályája
Szülei: Deli János és Losonci Klára. 1983-1987 között a Janus Pannonius Tudományegyetem földrajz-rajz szakos hallgatója volt. 1988-1991 között az amszterdami Gerrit Rietveld Akadémia szobrász szakán tanult, ahol Helly Österreicher tanította. 1991-től a Fiatal Képzőművészek Stúdiójának tagja, 1994-től elnöke. 1991-1995 között a Magyar Képzőművészeti Főiskola diákja volt; itt Jovánovics György oktatta. 1992-ben a "C" csoport egyik alapítója volt. 1995-ben Rómában volt ösztöndíjas. 1999-ben a Magyar Alkotóművészek Országos Egyesületének ösztöndíjasa volt. 2000-től doktori képzésen vett részt a Magyar Képzőművészeti Egyetemen. 2001 óta Jovánovics György tanársegédje.

## Kiállításai

### Egyéni
- 1992 Budapest, Tihany
- 1994 Budapest, Bécs, Visegrád
- 1995-1996, 1998-1999 Budapest
- 1998 Bukarest, Sárospatak

### Csoportos
- 1990 Amszterdam
- 1991, 1998 Szombathely
- 1992-1996, 1998 Budapest
- 1993 Hága, Győr
- 1994 Budapest-Lisszabon, Prága, Varsó, Athén, Madrid
- 1995 Hamburg, Vác
- 1996 Róma

## Művei
- Felhőtlenül (2006)

## Díjai, kitüntetései
- Herman Lipót-díj (1993)
- Derkovits Gyula képzőművészeti ösztöndíj (1995-1998)
- Soros-ösztöndíj (1996)
- Munkácsy Mihály-díj (2005)